# What's with Andy?
What's with Andy? is een Canadees-Amerikaans-Franse cartoonserie die draait om de avonturen van "stunter" Andy Larkin, wiens leven enkel draait om het uitvoeren van de stunts in zijn slaperige woonplaats Oost-Kukel (East Gackle in de originele Canadese versie). Af en toe probeert hij het hart van een meisje genaamd Lori MackNey, waar Andy een oogje op heeft, te veroveren. Lori is ook verliefd op Andy, maar aangezien hij te veel stunts uithaalt, houdt ze de boot af. What's with Andy verscheen in Nederland voor het eerst bij Fox Kids op 29 september 2003. In Vlaanderen werd het ook op VT4 uitgezonden.
Van 3 juli 2010 tot en met 27 augustus 2011 werd de reeks opnieuw vertoond, op Disney XD. Het derde seizoen is nooit uitgezonden.

## Achtergrond
Vaste slachtoffers van Andy's stunts zijn directe familieleden (vader, moeder, zus Jen en Zoef de hond) en een selecte groep bewoners van het dorp als: Craig Bennet, het duo Lik & Leech, Teri, Martin Bonwick, directeur De Rosa en de lokale sheriffs. Vaste hulp krijgt Andy van zijn maatje Danny en meestal ook Mush de pizzabezorger. Danny regelt alle logistiek gerelateerde taken, van plakband tot explosieven en van meel tot giraffen. Mush is een - tegen het bizarre aan - relaxte vriend/kennis van Andy en Danny die altijd wel een handje wil helpen en klaarblijkelijk ook alles kan regelen en oplossen. Zo bezorgt Mush Andy af en toe een lift. Andy 'verafgoodt' de uitspraken van Mush, die in principe nergens op slaan, maar Andy krijgt er vaak inspiratie uit.
Zelf is Andy ook slachtoffer van pesterijen en afpersingen, die voortkomen uit de handen van Lik & Leech en Craig Bennet. Lik & Leech zijn twee asociale "dombo's" die hun frustratie enkel uiten door medeleerlingen van de Oost-Kukelse School een flink pak rammel te geven. Craig Bennet is de populaire sterspeler van het footballteam van de Oost-Kukelse School en is bijzonder arrogant, maar wel geliefd bij de dames. Hij vindt Andy maar een sukkel, en hij vindt dat hij daardoor te pas en te onpas Andy mag gebruiken voor zijn diensten. Tevens is Craig de grote liefde van Andy's zus Jen, ze is hysterisch fan van hem en wil het liefst altijd bij hem zijn.

## Personages
Andy Larkin - Andy is het hoofdpersonage uit de serie. Andy is een eigenwijze jongen die met iedereen grappen en stunts uithaalt. Hij is ook verliefd op het meisje Lori.
Danny Pickett - Danny is Andy's hulpje en vriend en doet altijd met hem mee. Daarnaast regelt hij meestal het materiaal voor Andy's stunts.
Lori Mackney - Andy is verliefd op Lori. Ze vindt Andy ook leuk, maar ze moet eigenlijk niks van al zijn stunts hebben. Soms gaat ze uit met andere jongens, zoals Xander Bijster, als ze boos is op Andy.
Hazel Strinner - Lori's vriendin, een heel dik meisje en heeft een oogje op Andy.
Jen Larkin - Jen is Andy's zus. De twee hebben een hekel aan elkaar en proberen elkaar dan ook vaak een hak te zetten. Andy vindt haar een burgerlijke tante die bij iedereen in een goed blaadje wil staan. Daarom haalt hij graag grappen met haar uit. In de aflevering Voedselgevecht loopt ze als een varken rond, wat precies bij haar past.
Teri - Teri is een vriendin van Jen en net als zij verliefd op Craig, maar heeft ook een andere vriend die in hetzelfde footballteam zit als Craig. Ze is niet een van de slimste meisjes en lijkt af en toe Jen's hofdame te wezen.
Freida Larkin - Andy's moeder. Ze is een typische huisvrouw die soms overhoop ligt met de streken van Andy.
Al Larkin - Andy's vader. Hij lijkt een saaie huisvader, werkt bij een grote papierfabriek en heeft weinig interesses. Zijn vader was vroeger net als Andy een gehaaide stunter en heel goed mogelijk is hij dat nog steeds.
Sheldon Bremmer - Een collega en vriend van Al Larkin. Ze gaan vaak samen kurven en heeft een zoon genaamd Maurice. Hij houdt van grappen maken, net als zijn zoon Maurice.
Maurice Bremmer - Een gezette jongen die een oogje heeft op Jen Larkin. Hij houdt echter meer van kurven, want toen hij ontdekte dat Jen en Andy vals hadden gespeeld, laat hij zich niet verleiden met een afspraakje.
Norman Larkin - Andy's opa. Hij lijkt een hulpeloze onschuldige oude man, maar in werkelijkheid is hij net zo'n harde pestkop als Andy Larkin. Samen met twee oude vrienden vormt hij een groep dat heel Oost-Kukel ondersteboven zet.
Miss Oost-Kukel - Een bejaarde vrouw die eigenlijk Olijf Kukel heet en die door Andy werd gevraagd om voor Miss Oost-Kukel te spelen. Vreemd genoeg heeft niemand door dat ze geen Miss Oost-Kukel is.
Mevrouw Wiebel - Een oude vrouw die erg zenuwachtig is. Ze is een van de slachtoffers van Andy's grappen omdat ze niet bestand is tegen grote druk. Soms krijgt ze hartkloppingen van de stress die Andy veroorzaakt.
Peter Lik - Lik is een van de pestkoppen en bevriend met Leech. Hij draagt een blauwgeverfde punkkapsel en is mager. Ook kan hij beter met woorden overweg dan zijn gabber Leech. Hij is vaak slachtoffer van Andy's stunts.
Andrew Leech - Ook een van de pestkoppen op school. In tegenstelling tot zijn vriend Lik is hij nogal dik en praat hij slomer en kan hij moeilijke woorden niet uitspreken. Hij heeft ook een pet, die hij Nobby noemt.
Craig Bennett - De arrogante sporter van de school en de sterspeler van het footballteam van de school. Ondanks zijn arrogantie is hij toch erg geliefd bij de meisjes, waaronder Andy's zus. Maar verder is hij een oliedomme knul en daarom een geliefd doelwit van Andy's stunts.
Martin Bonwick - Een van Andy's klasgenoten. Hij is een naïeve kneus die zo bang is als een muis. Andy gebruikt hem graag voor zijn grappen.
Victor "Mush" Muskowitz - Een maffe pizzabezorger, die met zijn bizarre uitspraken Andy vaak op ideeën brengt.
Steve Rowgee Jr. - De jongste van de twee sheriffs en soms het doelwit van Andy's grappen. Hij is dol op Kukelburgers en is niet een van de slimsten. Vaak wordt hij door zijn vader en de burgemeester afgeblaft.
Steve Rowgee Sr. - De oudste van de twee sheriffs en net als zijn zoon soms doelwit van Andy's grappen. Hij is de vader die vroeger bekendstond als een gedegen politieagent. In aflevering "Lieve Vader" werd hij de nieuwe sheriff en blijkt hij Andy de baas te kunnen.
Directeur DeRosa - Directeur DeRosa is de directeur van Andy's school. Hij is een grote humeurige man die het liefst Andy uitknijpt als een tomaat wanneer hij iets heeft uitgehaald.
Hij heeft een klein hondje waar hij erg gek op is.
Hutchins - de mentor van Andy's klas en ook het grootste slachtoffer van hem op school.
Hij gelooft in ruimtewezens wat voor Andy vaak een middel is om hem voor de gek te houden.
Mw. Bohmner - een van de leraressen op school en ook vaak slachtoffer van Andy's grappen.
Burgemeester - Ook de burgemeester van Oost-Kukel, wiens naam Henry K. Roth is, speelt een rol in de televisieserie. Andy haalt regelmatig grappen met hem uit. Hij zit vaak met de burgemeester van West-Kukel in de strijd.
Xander Bijster - De tegenstander van Andy. Samen strijden ze om de liefde van Lori. Hij heeft een Frans accent en beweert al te graag een verre afstammeling van Napoleon Bonaparte te zijn. Hij is klein van stuk en licht gezet. In de Canadese versie is zijn naam Jethro Coltrane.
Brian - Hij komt maar één keer voor. Hij is de rivaal van Andy als het om stunten en grappen uithalen gaat. Hij geeft zelfs Andy de schuld zodat hij de klappen opvangt en hij met de eer strijkt.

## Engelse stemmen
| Personage                                | Stemacteur/actrice |
| ---------------------------------------- | ------------------ |
| Andy                                     | Ian James Corlett  |
| Danny                                    | Bumper Robinson    |
| Lori                                     | Colleen Villard    |
| Jen                                      | Jenna von Oÿ       |
| Lik                                      | Danny Cooksey      |
| Maurice Bremmer                          | Carlos Alazraqui   |
| Teri                                     | Catherine Cavadini |
| Leech                                    | Scott Parkin       |
| Martin Bonwick                           | Dee Bradley Baker  |
| Frieda Larkin (Andy's moeder)            | Catherine Cavadini |
| Al Larkin (Andy's vader), Xander Bijster | Dee Bradley Baker  |
| Steve Rowgee                             | Tom Kenny          |
| de burgemeester                          | Tom Kenny          |
| Directeur DeRosa                         | Maurice LaMarche   |
| Mush                                     | Mushond Lee        |

## Nederlandse stemmen
| Personage                                | Stemacteur/actrice | Seizoen |
| ---------------------------------------- | ------------------ | ------- |
| Andy                                     | Tony Neef          |         |
| Danny                                    | Paul Donkers       |         |
| Lori                                     | Anneke Beukman     |         |
| Jen                                      | Nicoline van Doorn |         |
| Lik                                      | Jeremy Baker       |         |
| Maurice Bremmer                          | Jeroen Keers       |         |
| Teri                                     | Ingeborg Wieten    | 1       |
| Teri                                     | Mandy Huydts       | 2       |
| Leech                                    | Barend van Zon     | 1       |
| Leech                                    | Hans Somers        | 2       |
| Martin Bonwick                           | Barend van Zon     | 1       |
| Martin Bonwick                           | Hans Somers        | 2       |
| Frieda Larkin (Andy's moeder)            | Anne-Mieke Ruyten  | 1       |
| Frieda Larkin (Andy's moeder)            | Angélique de Boer  | 2       |
| Al Larkin (Andy's vader), Xander Bijster | Dennis Kivit       |         |
| Steve Rowgee                             | Just Meijer        |         |
| Craig Bennett                            | Just Meijer        |         |
| de burgemeester                          | Just Meijer        |         |
| Directeur DeRosa                         | Victor van Swaay   |         |
| Mush                                     | Victor van Swaay   |         |